# أكتوبر (فلم)
أكتوبر هو فيلم تم إنتاجه في الهند وصدر في سنة 2018. من بطولة فارون دهاوان.

## وصلات خارجية
- مقالات تستعمل روابط فنية بلا صلة مع ويكي بيانات